# Hotel Jugoslavija
Hotel Jugoslavija (v srbské cyrilici Хотел Југославија) se nachází v srbské metropoli Bělehrad, v místní části Nový Bělehrad, na břehu řeky Dunaje a v blízkosti železniční stanice Zemun.
Vznik reprezentativního hotelu v blízkosti nově vznikajících vládních budov navrhl již do svého původního plánu Nového Bělehradu urbanista Nikola Dobrović. Návrh samotné budovy luxusního hotelu vznikl podle vítězného návrhu, který předložil Chorvatský projektový závod. Na výstavbě hotelu, která byla zahájena v roce 1948, pracovala mobilizovaná mládež v rámci pracovních akcí. Přestože se jim podařilo vybetonovat základy stavby během pouhých dvanácti dní a práce postupovaly rychle kupředu, již v roce 1949 byla výstavba zastavena. Důvodem byly ekonomické těžkosti, které Jugoslávii způsobil rozkol se Sovětským svazem a dalšími východoevropskými zeměmi. K obnově výstavby hotelu došlo až v roce 1960. Výstavba ale pokračovala podle nového architektonického návrhu, který připravil Lavoslav Horvat. Slavnostně byl hotel otevřen v roce 1969.
Hotel byl po svém otevření nejluxusnějším svého druhu v celé zemi. Disponuje sedmi patry, má 1500 místností; z toho celkem 1100 lůžek – 200 jednomístných pokojů, 400 dvoumístných pokojů a 23 apartmánů; dvě restaurace o kapacitě 600+200 míst.
Hotel poté sloužil pro ubytování zahraničních návštěv během jejich cestách po Jugoslávii. Využívali jej také i hudební hvězdy. V roce 1999 zasáhly budovu hotelu během bombardování Jugoslávie dvě rakety.
V roce 2006 byl uzavřen, od roku 2013 částečně opět v provozu až do roku 2024, kdy byl uzavřen definitivně a bylo rozhodnuto novým vlastníkem o demolici. Ta probíhá od září 2024 a hotel bude nahrazen novým rezidenčně-kancelářským komplexem Riverside. 